# Димитър Лозанчев
Димитър Христов Лозанчев е български юрист, председател на Върховния съд на Република Българя (1990 – 1992).

## Биография
Син е на Христо Лозанчев, брат на революционера Анастас Лозанчев.
Завършва право в Софийския университет. Практикува като адвокат, съдия и прокурор, хоноруван асистент в Юридическия факултет на Софийския университет. Председател на Върховния съд на Република България от 1990 до 1992 г.